# Погорелое (Московская область)
Погорелое — деревня в Можайском районе Московской области в составе сельского поселения Дровнинское. Численность постоянного населения по Всероссийской переписи 2010 года — 10 человек. До 2006 года Погорелое входило в состав Дровнинского сельского округа.
Деревня расположена на западе района, примерно в 9 км к северо-западу от Уваровки, у впадения безымянного левого притока реки Лусянка, высота центра над уровнем моря 236 м. Ближайшие населённые пункты — Холмец на севере, Вёшки на западе и Шейново на юго-востоке.